# آرتور لووی (تنیس‌باز)
 آرتور لووی (انگلیسی: Arthur Lowe؛ زاده ۲۹ ژانویهٔ ۱۸۸۶ درگذشته ۲۲ اکتبر ۱۹۵۸) یک تنیس‌باز اهل بریتانیا بود.